# 10453 Банзан
10453 Банзан (10453 Banzan) — астероїд головного поясу, відкритий 18 лютого 1977 року.
Тіссеранів параметр щодо Юпітера — 3,213.